# Động đất Kumamoto 1889
Động đất Kumamoto 1889 (熊本地震 (1889年) (Hùng Bản địa chấn (1889 niên))) là trận động đất xảy ra vào lúc 23:45 (JST), ngày 28 tháng 7 năm 1889. Trận động đất có cường độ 6.3 richter, tâm chấn nông. Hậu quả trận động đất đã làm 20 người chết, 52 người bị thương.